# Valerio Liciniano Licinio
Valerio Liciniano Licinio (latino: Valerius Licinianus Licinius; 315 circa – 326) è stato un imperatore romano, figlio dell'omonimo imperatore, fu nominalmente co-augusto dell'Impero romano dal 317 al 324.

## Biografia
Licinio nacque intorno all'anno 315, probabilmente a luglio o agosto. Suo padre Licinio era all'epoca augusto della parte orientale dell'impero, mentre sua madre fu probabilmente Flavia Giulia Costanza, sorella dell'imperatore della parte occidentale, Costantino I. Fu educato da Flavio Optato.

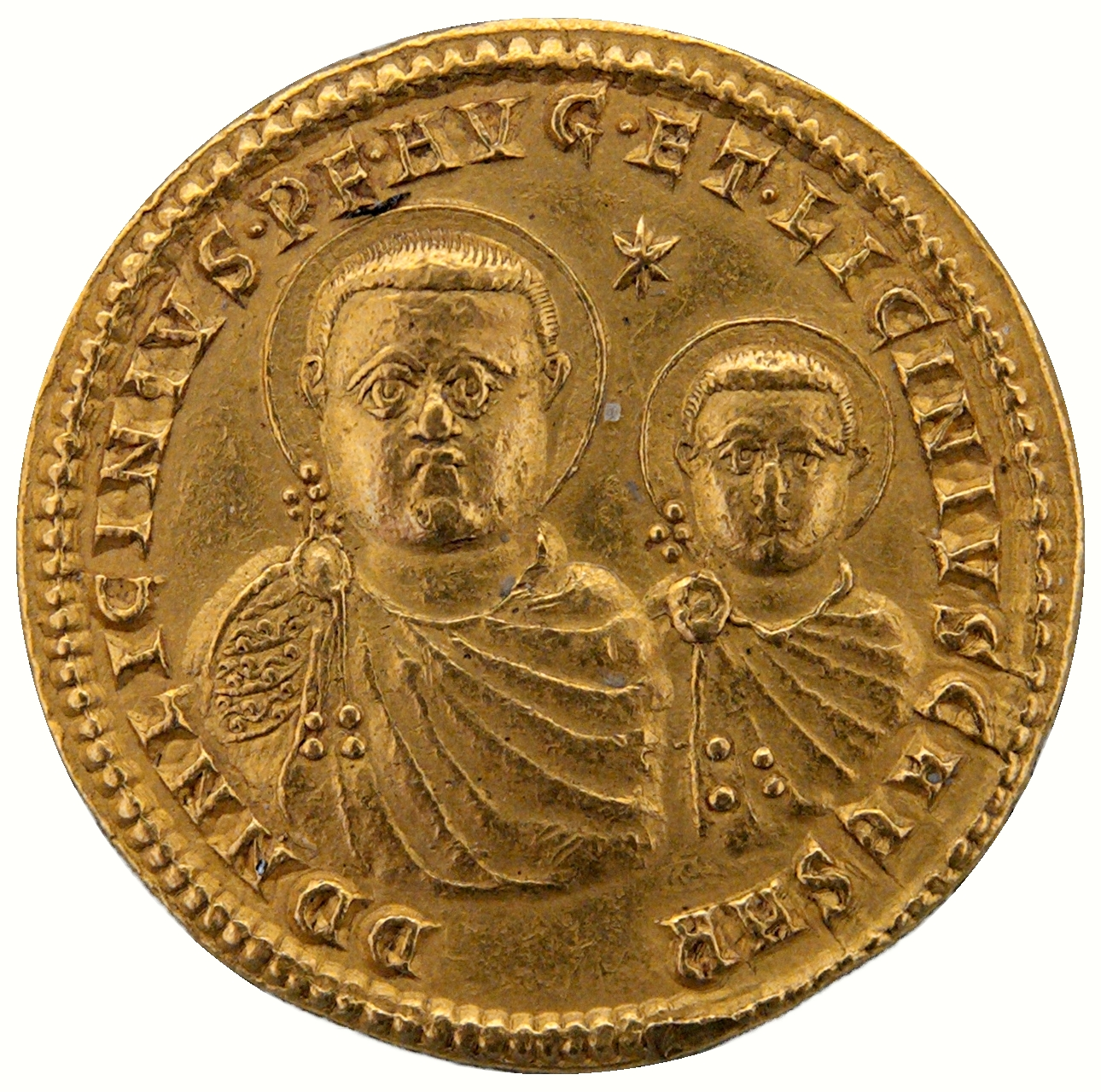
Multiplo d'oro di Licinio padre e figlio

Il 1º marzo 317 venne nominato cesare (vice-imperatore) d'Oriente a Serdica, assieme ai figli di Costantino, Crispo e Costantino II; Liciniano esercitò un primo consolato, assieme a Costantino, per l'anno 319, mentre il secondo consolato, conferitogli nel 321 dal padre, non fu riconosciuto dall'imperatore occidentale.
Nel 324, a Crisopoli, Costantino sconfisse definitivamente Licinio, che mise a morte l'anno dopo; Liciniano fu ucciso nel 326.

### Il fratellastro omonimo
Pare invece che un certo Liciniano, figlio illegittimo di Licinio, sia sopravvissuto al padre, in quanto nel 336 si trovava in Africa; Costantino ordinò di deporlo e incatenarlo. Cercò di fuggire, ma venne catturato e portato a Cartagine, a lavorare in un gineceo.